# Chaunax endeavouri
Chaunax endeavouri is een straalvinnige vissensoort uit de familie van chaunaciden (Chaunacidae). De wetenschappelijke naam van de soort is voor het eerst geldig gepubliceerd in 1929 door Whitley.